# Festival interceltique de Lorient 1984
La 14e édition du Festival interceltique de Lorient, qui se déroule du 3 au 12 août 1984, est un festival réunissant des artistes venus de Bretagne, Irlande, Ecosse, Galice, Pays de Galles, Cornouailles et Île de Man.
L'espace Kergroise, chapiteau d'une capacité de 6 000 places, est mis en service dans la zone portuaire, et la salle de Carnot est exploitée pour les festoù-noz.
Brenda Wootton, Alan Stivell, Tri Yann et Shaun Davey sont les principales têtes d'affiche de cette édition.

## Manifestations
Le festival compte chaque jour de nombreuses activités culturelles, mais aussi sportives ou culinaires, dans différents lieux de la ville.

### Espace Kergroise
Le 4 août a lieu un « Grand spectacle interceltique ». La manifestation est diffusée en direct sur la chaîne de télévision FR3. Parmi les participants, on compte Brenda Wootton, Alan Stivell, le Bagad d'Auray, Mariannig Larc'hantec, Runrig et Tomás Ó Canainn. Trois extraits de l'album The Pilgrim (en) de Shaun Davey sont interprétés. Tous les artistes sont accompagnés par l'Orchestre symphonique du FIL.
Le groupe Tri Yann donne un concert le 6 août et Alan Stivell célèbre « 30 ans de musique » le 7, dans le cadre de sa tournée Légende. Le 8, Paddy Moloney joue la musique de la série L'Année des Français et Brenda Wootton s'y produit le lendemain.
Le 10 août, Shaun Davey reprend la composition Suite celtique de Lorient (The Pilgrim) créée l'année précédente. On peut y entendre notamment Liam O'Flynn ou la chanteuse Rita Connolly accompagnés par l'Orchestre symphonique du festival et la chorale Kanerion An Oriant. Le jeune virtuose Carlos Núñez y joue de la gaïta sur le morceau The Pilgrim's Sunrise.
Les soirées « Jazz et Tradition en Bretagne », « Folk contemporain » et la « Nuit interceltique du folk » y sont également présentées.
Angelo Branduardi s'y produit en concert le 13 août. Sa prestation est annoncée pour dans le programme du festival, bien que celui-ci se termine officiellement le 12.

### Stade du Moustoir
Le 4 août se déroule la finale du Championnat national des bagadoù, remporté par le bagad Kemper. La journée se poursuit par la « Nuit des cornemuses », comprenant le palmarès du championnat et les prestations de nombreux bagadoù, pipe bands, chœurs, etc. Le « Festival des danses de Bretagne » a lieu le lendemain et une « Grande Nuit Ecosse Irlande » le 7 août. Un Concours hippique national est disputé le 11. Le festival se termine par le « Championnat interceltique des sports traditionnels et tournoi de lutte bretonne ».

### Palais des Congrès
Le festival débute par un concert du groupe Gwendal le 3 août (avec Lydie Le Gal en première partie) et une soirée « Folk d'Irlande » le lendemain.
Le 5, le « Trophée Macallan » pour soliste de Great Highland bagpipe est remporté par Carlos Núñez. Alors âgé de 13 ans, il participe au festival pour la première fois.
On peut également y voir les animations « Soirée du Pays de Galles » le 6, « Musiques et danses bretonnes d'aujourd'hui » le 7, la cotriade le 8, une « Grande Nuit Galice-Île de Man-Cornouailles » le 9, et les soirées « Folk d'Ecosse » et « Folk de Galice » les 10 et 11 août. Chaque date s’achève par une soirée cabaret animée par des couples de sonneurs ou duos de chanteurs bretons.

### Chapiteau des expositions, place Auguste Nayel
L'exposition « Art et artisanat d'art des pays celtes » présente, durant toute la durée du festival, le travail de plus de 250 peintres, graveurs, sculpteurs, potiers, tisserands, etc. issus des sept pays celtes.
Les défilés « Noblesse des Costumes de Bretagne » et « Noblesse des Musiques de Galice », ainsi que les soirée « Cornemuses d'Irlande », « Cornemuses d'Ecosse » et « Musiques traditionnelles de Bretagne », sont précédées par de nombreux concerts quotidiens.
S'y tiennent également une « Journée de la BD et des dessinateurs » et la « Signatures des écrivains bretons ».

### Places et rues de la ville
La « Grande parade des nations celtes », défilé des bagadoù, cercles celtiques et autres délégations venues d'Ecosse, d'Irlande, de Galice, du pays de Galles, de l'Île de Man et de Cornouailles, a lieu le 5 août. Le même jour se tient le « Triomphe de la Celtie », défilé de sonneurs. D'autres parades ont lieu chaque jour dans différents endroits, avec notamment le Bagad de Lann Bihoué et le Bagad Sonerien An Oriant.
Le 4 août, un concours de boule bretonne en doublette se tient au boulodrome municipal et une « Grande Poissonnade » se déroule place de l'Hôtel de ville. Le 11, on compte une Foire à la brocante cours de la Bôve et un tournoi de Rugby strobet boulevard de la République. 
Pour clore le festival, la Grande Nuit du port de pêche, avenue de la Perrière, dure jusqu'au petit matin.
La « Parade des athlètes des pays celtes » et le « Relais de la Flamme celte » ont lieu le 12 août.
Chaque jour, une initiation à la danse bretonne est donnée dans les jardins de la Place Jules Ferry, « Exclaboussure » place de l'Hôtel de ville, et Le Pub accueille des concerts d'artistes divers, comme celui de La Godinette. Le « Challenge d'Aboville », courses d'aviron, yole et godille, se tient à L'Estacade. Enfin, des concerts et animations de quartier ont lieu un peu partout.

### Autres
Une messe solennelle en breton est donnée à l'Église Saint-Louis le dimanche 5 août. Les jours suivant ont lieu les concerts de Musique celtique pour cordes, « Noblesse de la bombarde », Chœurs de Galice et Cornouailles, Harpe celtique et Chœurs du Pays de Lorient.
L'Hôtel de ville accueille les expositions « Costume breton et des pays celtiques » et « De l'arc musical à la harpe celtique ».
Des conférences sont données à la Chambre de commerce. L'Autre île, une fresque audiovisuelle et du café-théâtre sont joués au Théâtre du Foyer du Jeune Travailleur. L'Université populaire bretonne d'été (UPBE), dispense les cours « L'Archéologie » et « La langue bretonne ».
Un « Festival du film celtique » se tient au cinéma le Royal 5. Les prix sont remis par Pierre Tchierna. Ont lieu également les « Rencontres des cinéastes et télévisions des pays celtes » et une exposition « Bretagne et cinéma ».
On compte aussi un championnat de batterie solo, une exposition de lutherie et la poésie d'Yvon Le Men. Le jeune Denez Prigent participe au concours Kan Ar Bobl.
Côté sports et jeux, le festival reçoit ou organise un tournoi de golf au Golf Club de Saint-Laurent Ploermel, la course cycliste Tro ar Mor Bihan le 9 août, le 2ème tournoi interceltique de Squash au Squash Club Lorientais, les Internationaux de Bretagne de bridge au Bridge Club de Lorient, le 2ème tournoi Open international d'échecs et le Grand tournoi Open de tarots à la Salle omnisports, et un concours de fléchettes Salle Guyader.

## Document vidéo
- « Le Bagad d'Auray "Izenah" », vidéo de France 3 Régions du 4 août 1984, sur le site de l'Ina - durée : 5'48". Le bagad d'Auray joue Izenach au festival interceltique de Lorient, sous la direction de Roland Becker.